# リー・クック
リー・クック（Lee Cook, 1982年8月3日 - ）は、イングランド・ハマースミス出身の元サッカー選手。現役時代のポジションはMF。

## 経歴
2007年夏にクイーンズ・パーク・レンジャーズFCからフラムFCへ加入したが、再びQPRへローン移籍、そのまま完全移籍となった。
2014-15シーズンはバーネットFCでレギュラーとして計40試合に出場し、クラブのカンファレンス・プレミア優勝に貢献。2015年6月29日、イーストリーFCに加入することが発表された。

## 所属クラブ
- アイルズベリー・ユナイテッドFC 1999
- ワトフォードFC 1999-2004

→  ヨーク・シティFC 2002 (loan)
→  クイーンズ・パーク・レンジャーズFC 2002-2003 (loan)
- クイーンズ・パーク・レンジャーズFC 2004-2007
- フラムFC 2007-2009

→  チャールトン・アスレティックFC 2008 (loan)
→  クイーンズ・パーク・レンジャーズFC 2008-2009 (loan)
- クイーンズ・パーク・レンジャーズFC 2009-2012

→  レイトン・オリエントFC 2011-2012 (loan)
→  チャールトン・アスレティックFC 2012 (loan)
- レイトン・オリエントFC 2012-2013
- アポロン・スミルニFC 2014
- バーネットFC 2014-2015
- イーストリーFC 2015-2016

## タイトル
バーネット
- カンファレンス・プレミア : 2014-15